# Raymond Kopa
Raymond Kopa (n. 13 octombrie 1931, Noeux-les-Mines – d. 3 martie 2017, Angers) a fost un jucător de fotbal francez. A câștigat Balonul de Aur în anul 1958 și a fost trecut de Pelé pe lista FIFA 100 cei mai buni 125 de jucători în viață în martie 2004.